# 基隆濟安宮
基隆濟安宮，是位於臺灣基隆市中正公園境內、崇右影藝科技大學旁的廟宇，主祀關聖帝君，後殿主要供奉八仙之一的何仙姑，興建於1975年，其牆壁和廊柱上嵌有大量彩繪磁磚壁畫280幅，繪有大量民俗、歷史典故，由宜蘭縣景陽製畫室的當地藝術家製作，蔚為當地特色。

## 沿革
1949年時逢第二次國共內戰，首任董事長、廈門人士蘇亞財與其父親蘇富娘同感故里並非久留之地，於是前往平日信仰的東山銅陵關帝廟欲迎請遶境之神尊一同前來臺灣，廟祝原本不同意，經商量後以擲筊請示搏得12次聖筊，遂以12大洋作為獻金及重塑神尊經費，始得迎奉關帝神尊來臺。因神尊法相長年燻黑，一度被誤認為是周倉，於是在該廟正殿仍有一匾額題寫「東山周聖帝」。相傳何仙姑曾在基隆顯靈，於該廟興建之前即已通過神蹟觸動當地信眾心靈。1962年，何仙姑真駕選定第二任董事長蘇林月雲為其代言人，降臨基隆市中正區中船路112巷30弄53號「濟安堂」濟世。1975年，擇定現址建廟，並遷址於中正公園。1977年11月15日，入火安座，命名「濟安宮」。同年，蘇文祥接任第三任董事長後重新修復正殿主祀神像，並將之送往佛具店剃面，師傅見其法相為關帝，於是將法相改為赤色。

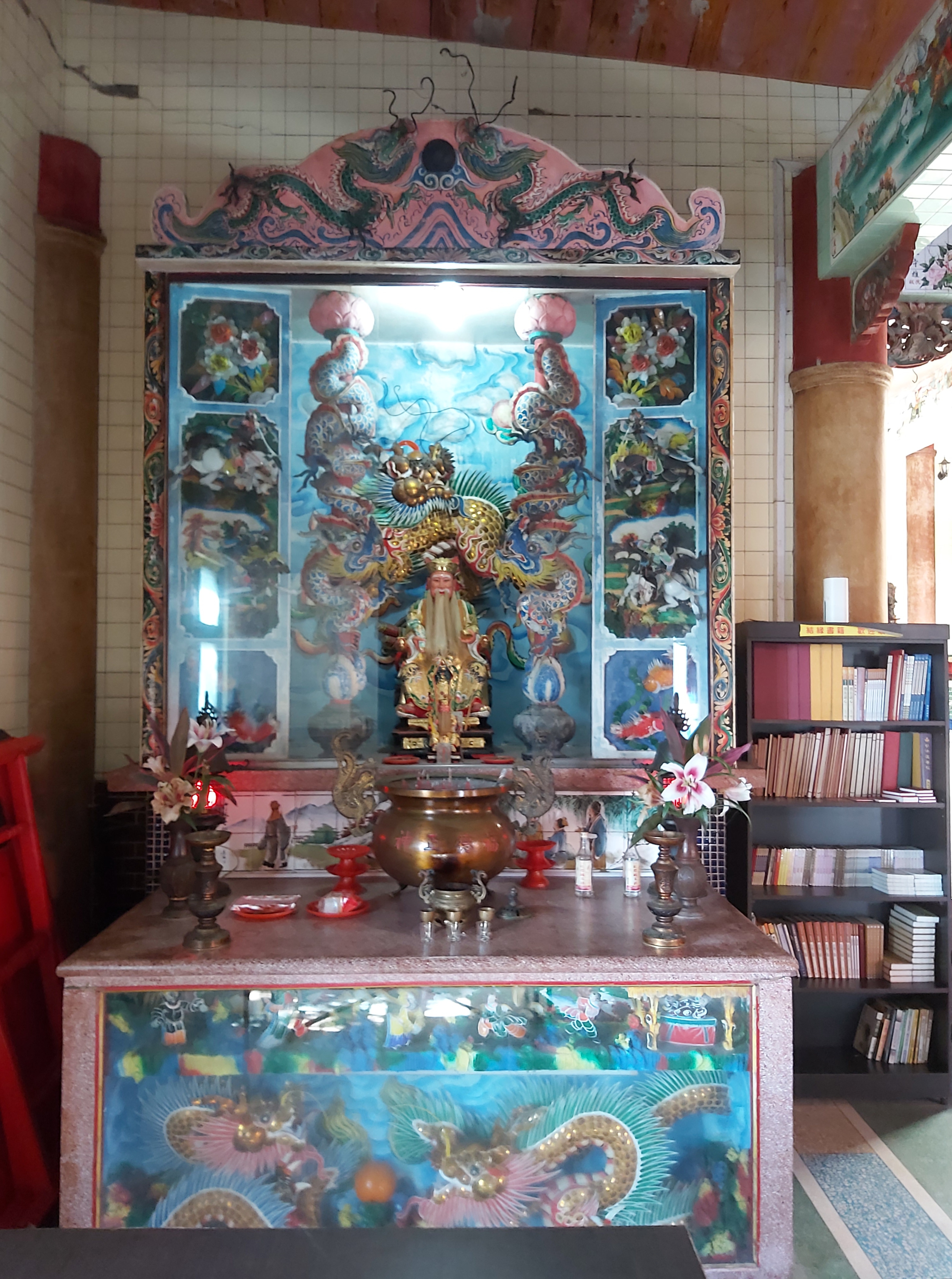
福德正神
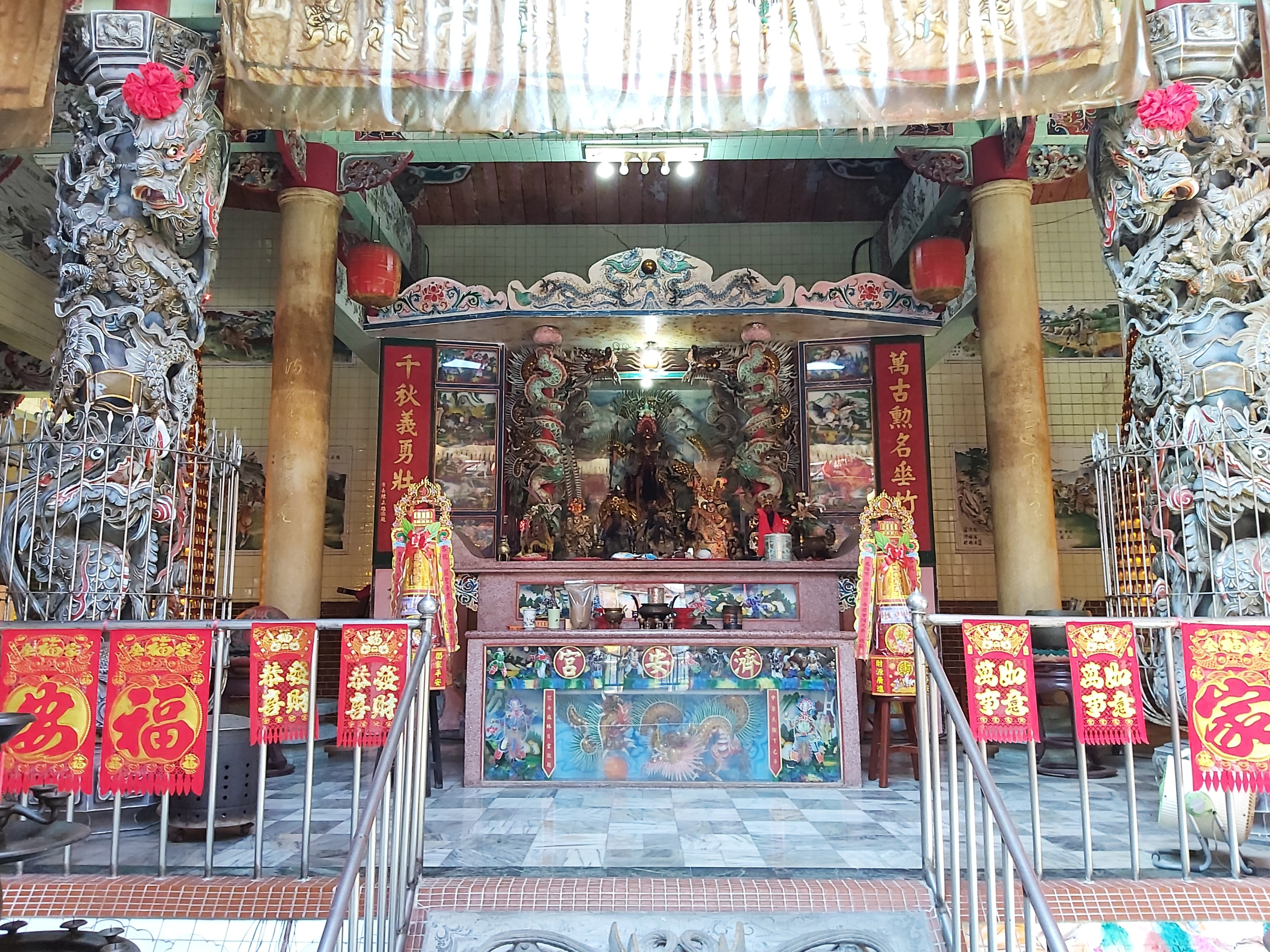
正殿
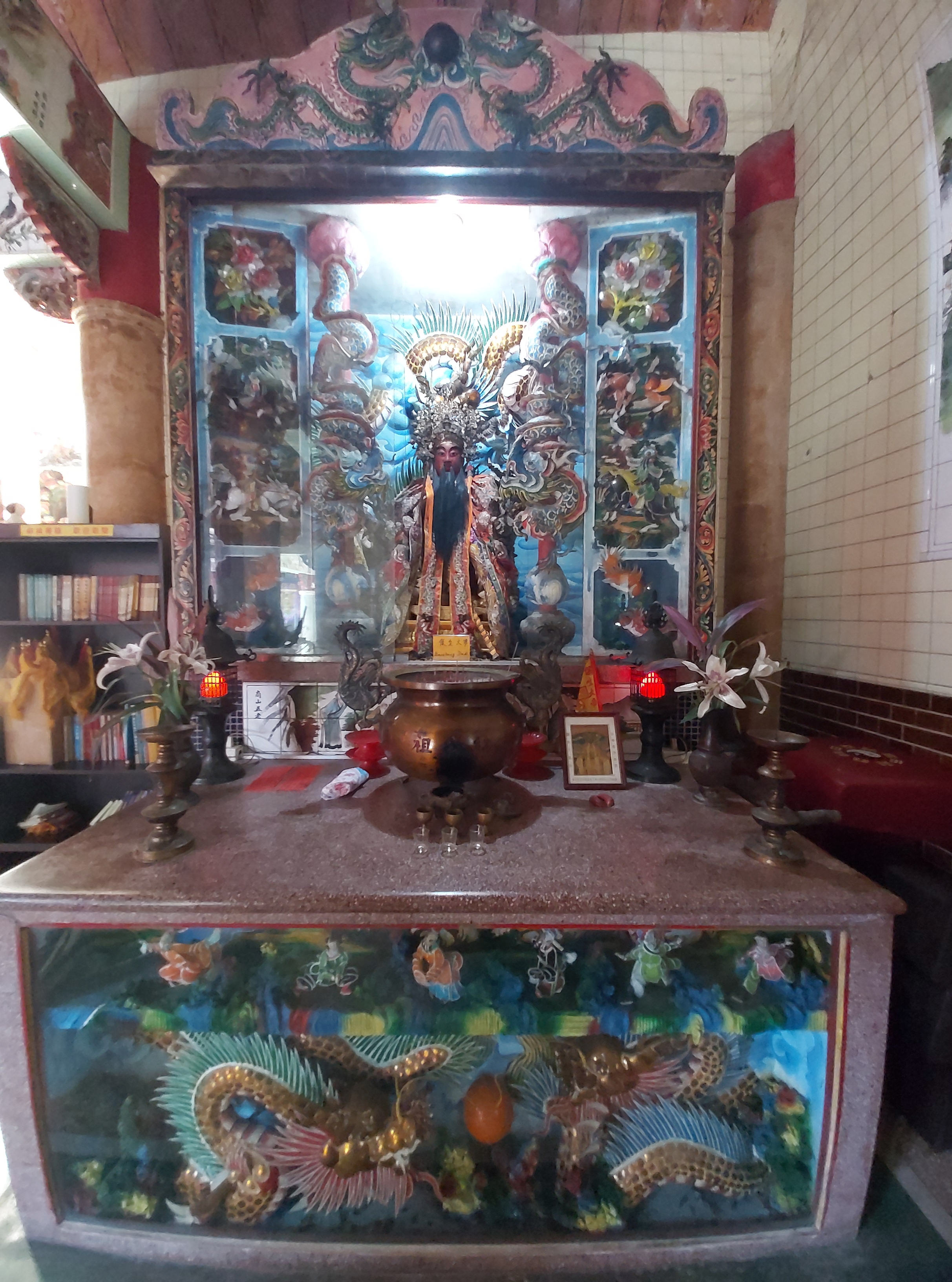
保生大帝

## 概要
該廟佔地2000平方公尺、建物主體1000平方公尺，屋頂採北式琉璃瓦風格，門開五間；深達三進，擁有三川殿、正殿及後殿。正殿主祀關聖帝君，脇祀周倉將軍、關平太子，正殿中壇另有配祀玄天上帝、陳祖、中壇元帥、耿千歲等神祇。右側配祀保生大帝、保儀大夫張巡；左側配祀福德正神。後殿主祀何仙姑暨八仙中的其餘七仙，同祀天上聖母，左、右兩側配祀十八羅漢。最右側偏殿配祀觀世音菩薩，脇祀善財、龍女；最左偏殿配祀濟公活佛。

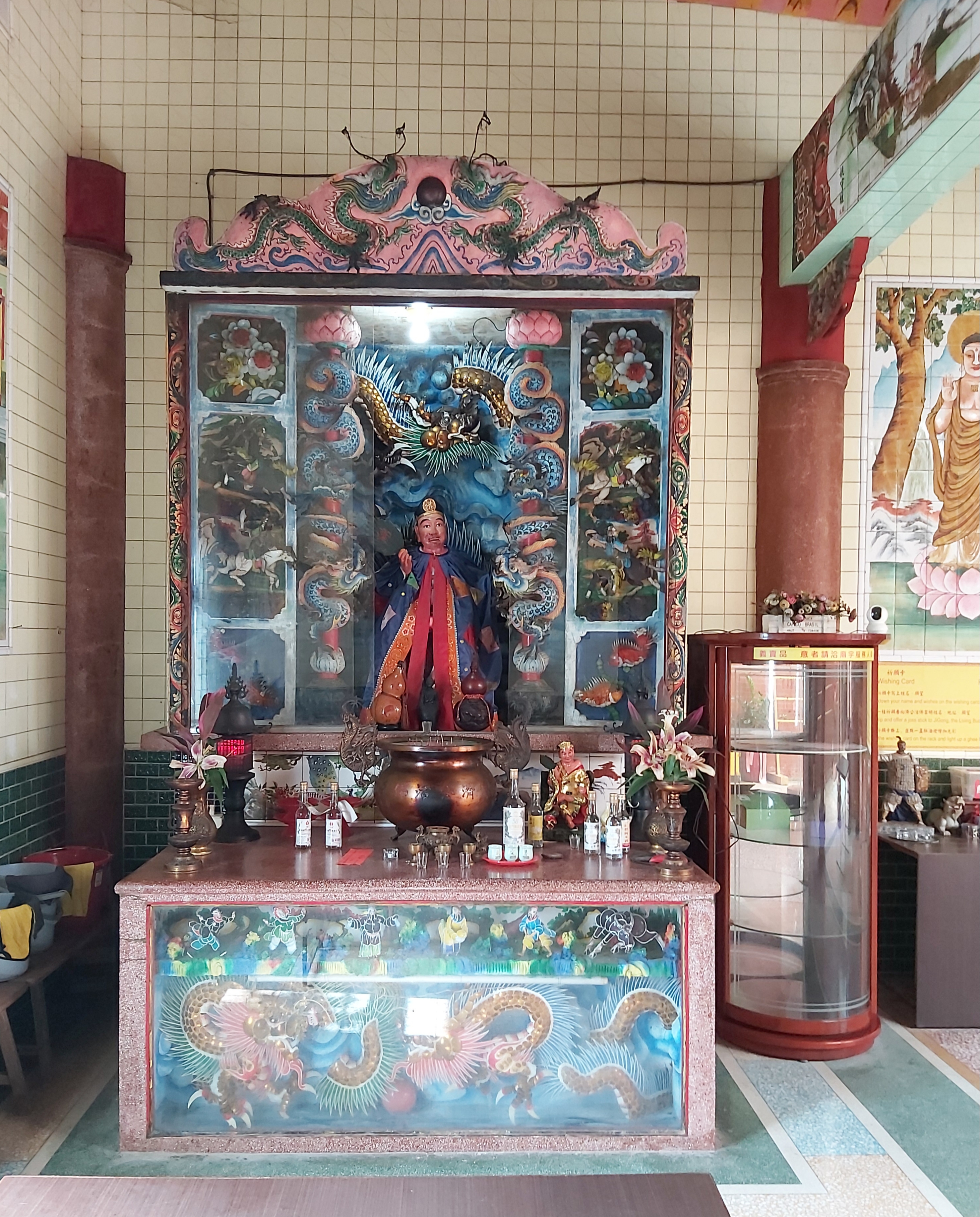
濟公活佛
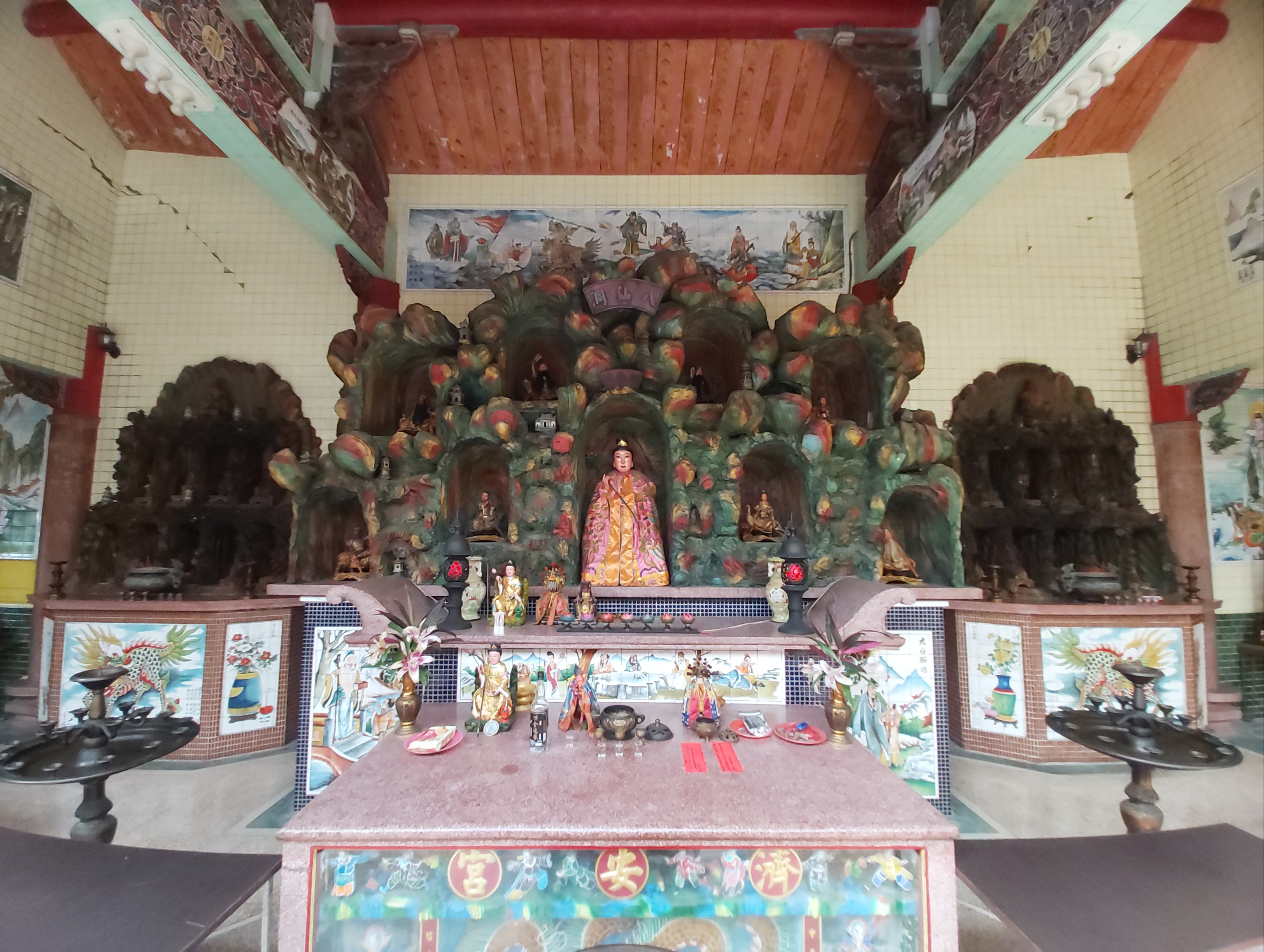
後殿
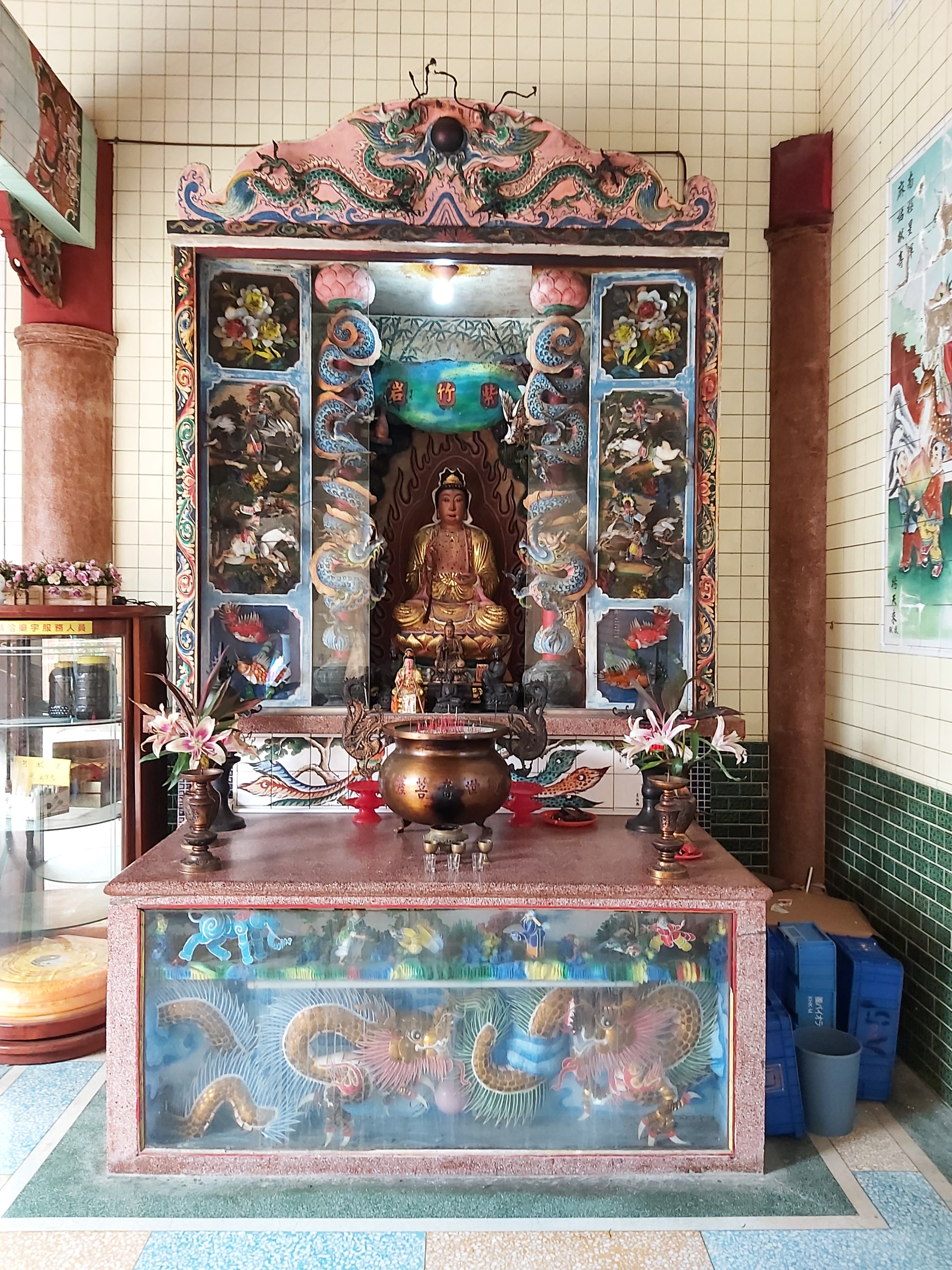
觀音菩薩

三川殿兩側有18幅描繪佛陀生平的彩繪磁磚，內容包括「出生」、「出家」、「菩提樹下悟佛」、「講經弘法」、「離苦得樂」、「修行」、「涅槃寂靜」等階段。正殿及後殿的262幅彩繪取材自《水滸傳》、《三國演義》、《西遊記》及《封神榜》等小說典故。

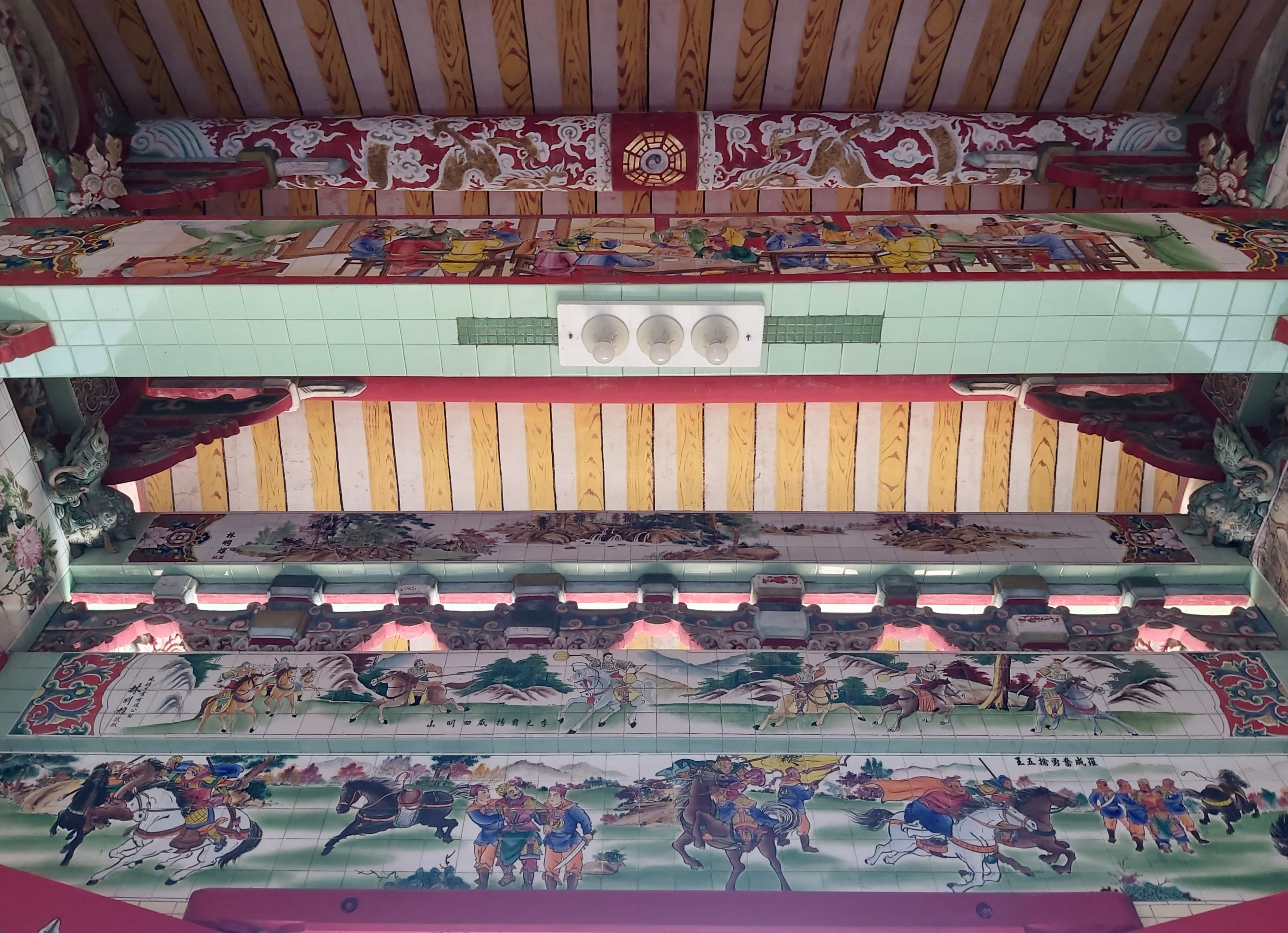
樑上壁畫
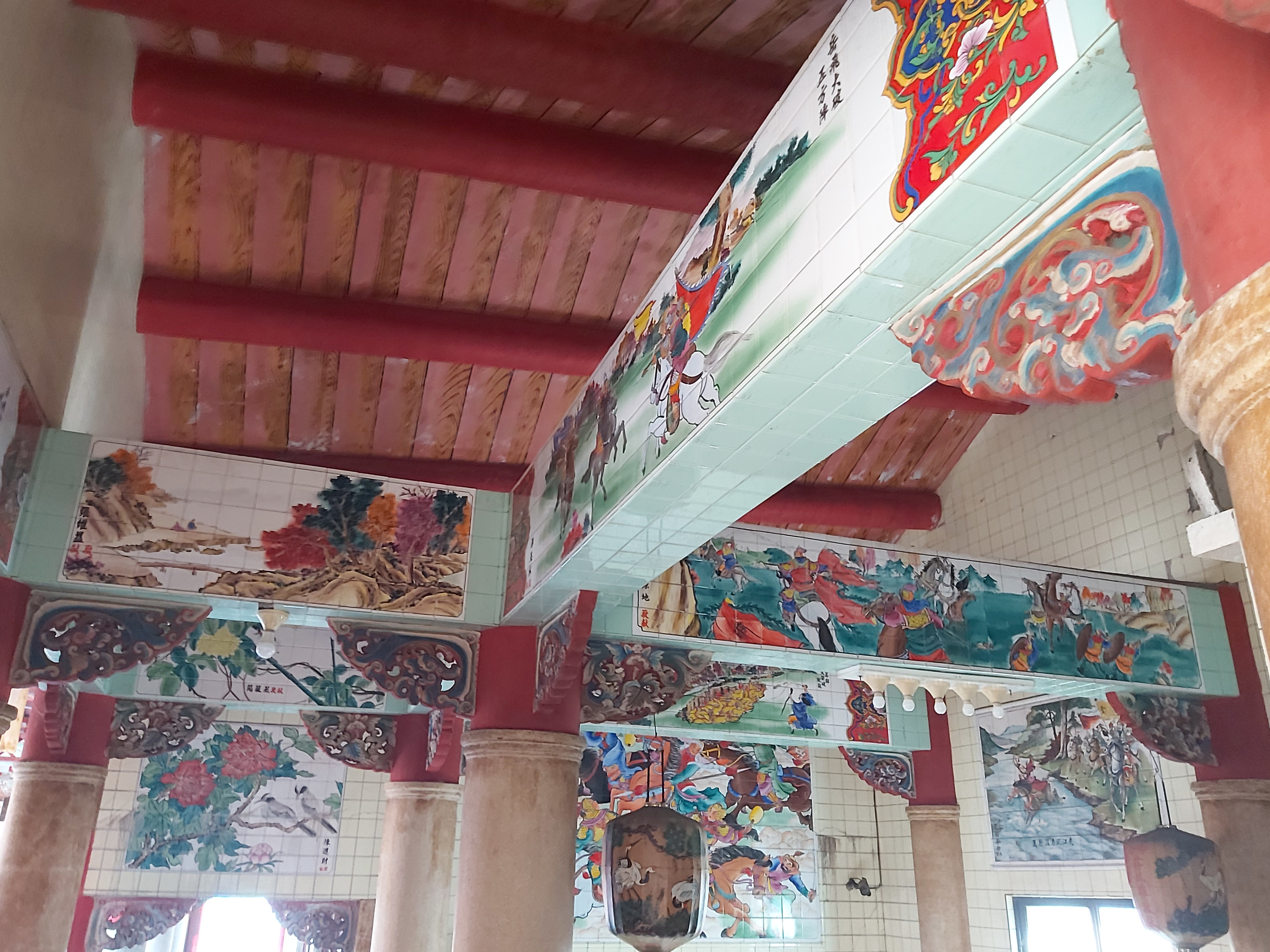
彩繪磁磚
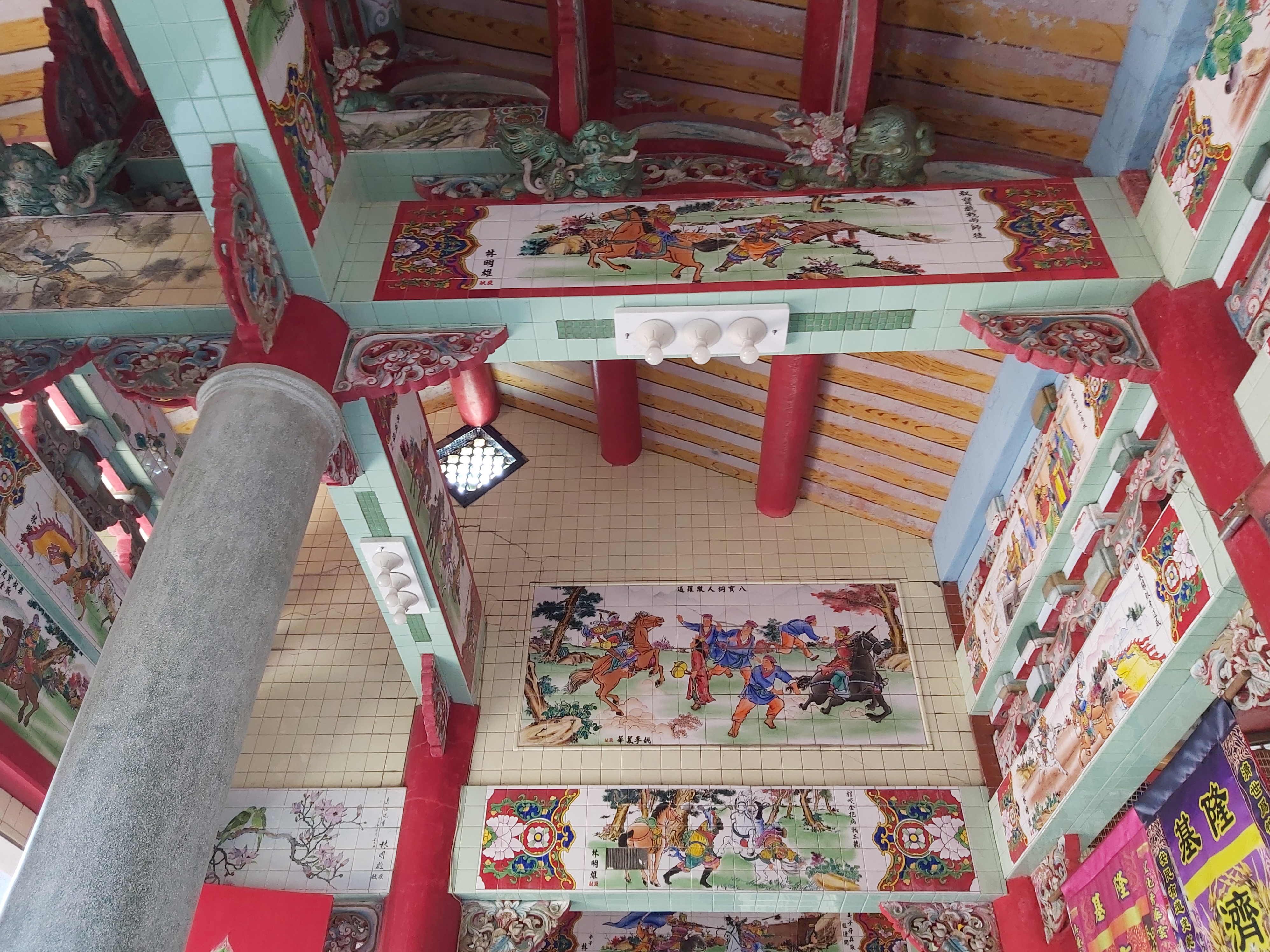
殿宇藝術
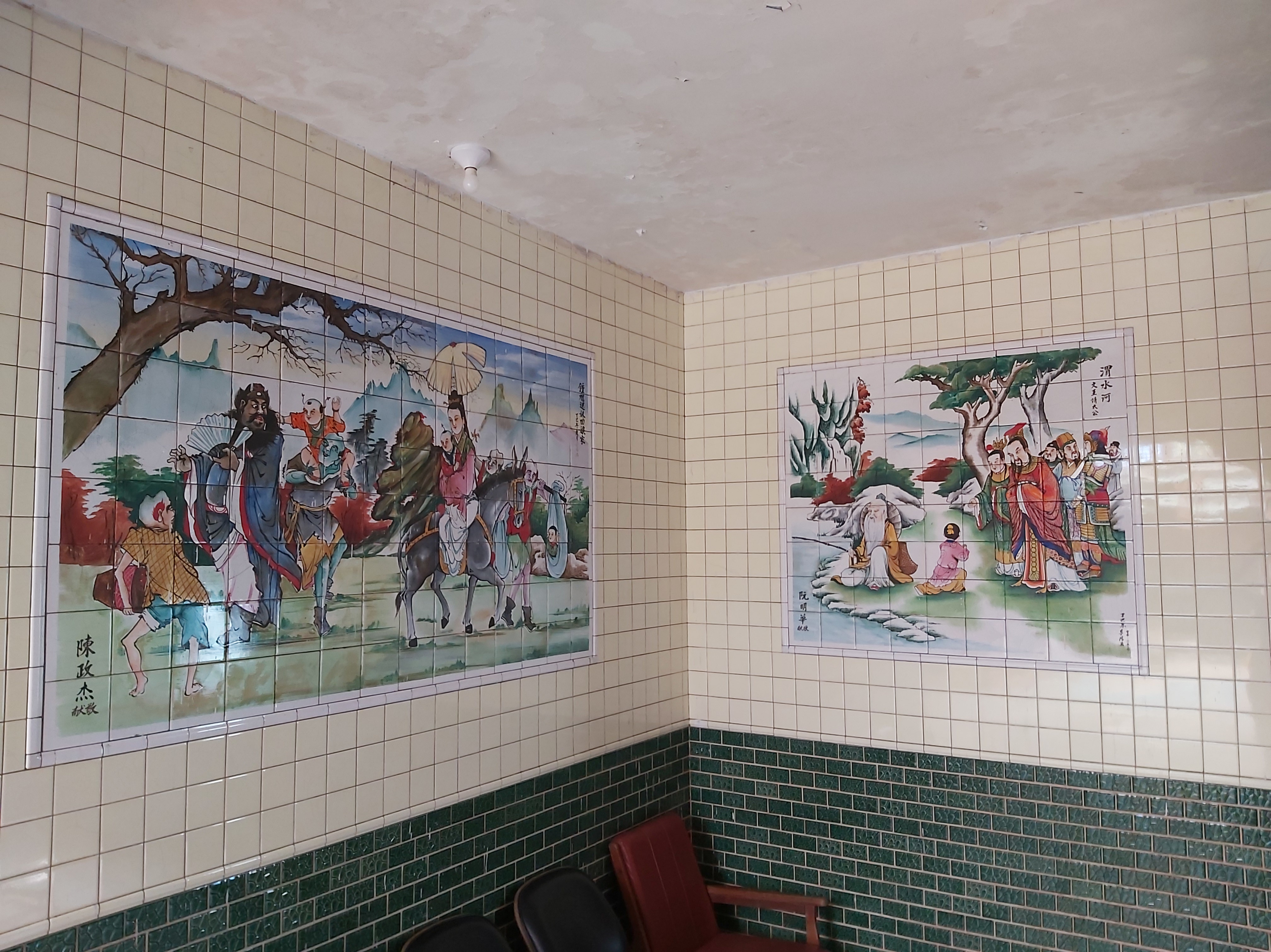
壁面彩繪

## 外部連結
- 財團法人臺灣省基隆市濟安宮的Facebook專頁
- 基隆濟安宮董事長蘇文祥解說濟安宮沿革
- 基隆濟安宮藏滿美麗故事和壁畫的寶庫